# Klemens Junosza
Klemens Junosza, właśc. Klemens Szaniawski (ur. 23 listopada 1849 w Lublinie, zm. 21 marca 1898 w Otwocku) – powieściopisarz, nowelista i felietonista polski.

## Życiorys
Syn Władysława, podprokuratora sądu, i Leontyny z Brodowskich (zm. 1855). Wcześnie utraciwszy rodziców, uczył się u pijarów w Łukowie, następnie w Siedlcach (1862–1865). Wskutek trudnych warunków materialnych szkoły nie ukończył, lecz wrócił do Lublina, gdzie kilka lat pracował w Izbie Obrachunkowej.
Po roku 1875 zamieszkał w Warszawie, zajmował się pracą literacką i dziennikarstwem, a także zarządzał majątkiem rodzinnym w Woli Korytnickiej pod Węgrowem. W latach 1877–1883 był sekretarzem redakcji dziennika „Echo”, potem członkiem redakcji „Wieku”. Przez jakiś czas redagował „Wędrowca” oraz wydawnictwo „Biblioteka Dzieł Wyborowych”. Mieszkając w Warszawie, utrzymywał łączność z Lublinem. Liczne teksty opublikował w „Gazecie Lubelskiej” i „Kalendarzu Lubelskim”.
Ożeniony w roku 1875 z córką lubelskiego rejenta Karoliną (Zofią) Piasecką, miał z nią trzech synów: Władysława, Stefana i Jerzego. Ona również była literatką, zamieszczała opowiadania w czasopismach lubelskich i warszawskich; w „Kalendarzu Lubelskim” opublikowała sztukę dla dzieci i powieść dla dorastających panien (Teatr dla dzieci, Nacię – obie w 1896 roku).
Szaniawski zmarł na gruźlicę 21 marca 1898 roku w sanatorium w Otwocku. Czyniąc zadość jego woli, pochowano go przy grobie matki na cmentarzu w Lublinie przy ul. Lipowej (kwatera 18b). Rodzinne miasto urządziło pisarzowi uroczysty pogrzeb, który stał się wielką manifestacją ludności i został opisany przez liczne czasopisma polskie. Jeszcze w tym samym 1898 roku na grobie Szaniawskiego stanął okazały i oryginalny pomnik według projektu budowniczego W. Krzesińskiego. Wykonany w zakładzie kamieniarsko-rzeźbiarskim A. S. Timmego w Lublinie, miał kształt zwieńczonej półkoliście kapliczki. Czołową ścianę zdobiły atrybuty pisarskie: pióro i gałązka laurowa, wyżej w arkadowej wnęce umieszczone zostało popiersie portretowe Szaniawskiego dłuta Ludwika Pyrowicza.
W Lublinie na osiedlu Wieniawa istnieje ulica jego imienia. Jego imieniem nazwano również jedną z ulic w krakowskiej dzielnicy Łagiewniki.

## Twórczość
Jako pisarz zadebiutował w czasopiśmie „Kolce” w 1874 roku Szaniawski celował przede wszystkim w małych formach prozatorskich: noweli, opowiadaniu, obrazku, szkicu. W swoich utworach chętnie portretował środowiska chłopskie, drobnoszlacheckie, ale także mieszczan i Żydów warszawskich.
Do Lublina odnosi się opowiadanie Cud na kirkucie (1888) oparte na miejscowej żydowskiej tradycji. Szpada Hamleta (1894) jest wspomnieniem o starym aktorze teatru lubelskiego, Zarębie. Kilka obrazów z miasta zawiera szkic zatytułowany Lublin. W Lubartowie zaś umiejscowił akcję powieści Pan sędzia (1887) i opowiadania Dworek przy cmentarzu (1900).
Był świetnym odtwórcą zwłaszcza typów żydowskich oraz stosunków panujących na wsi i w mieście (Czarnebłoto, Pająki, Łaciarz, Panowie bracia, Syzyf, Synowie pana Marcina, Buda na karczunku, Na bruku, Zagrzebani, Za mgłą).

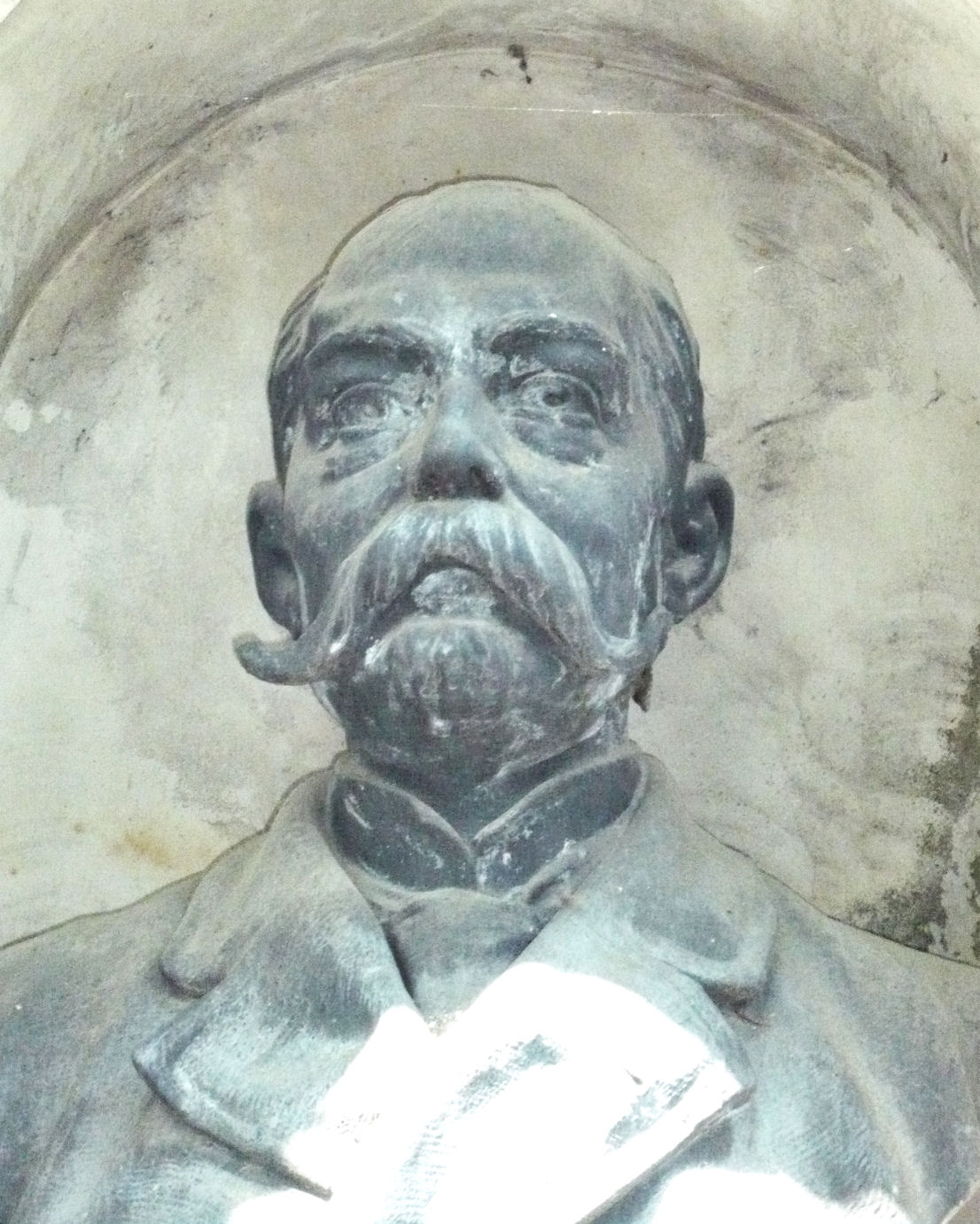
Popiersie pisarza z nagrobka przy ul. Lipowej w Lublinie

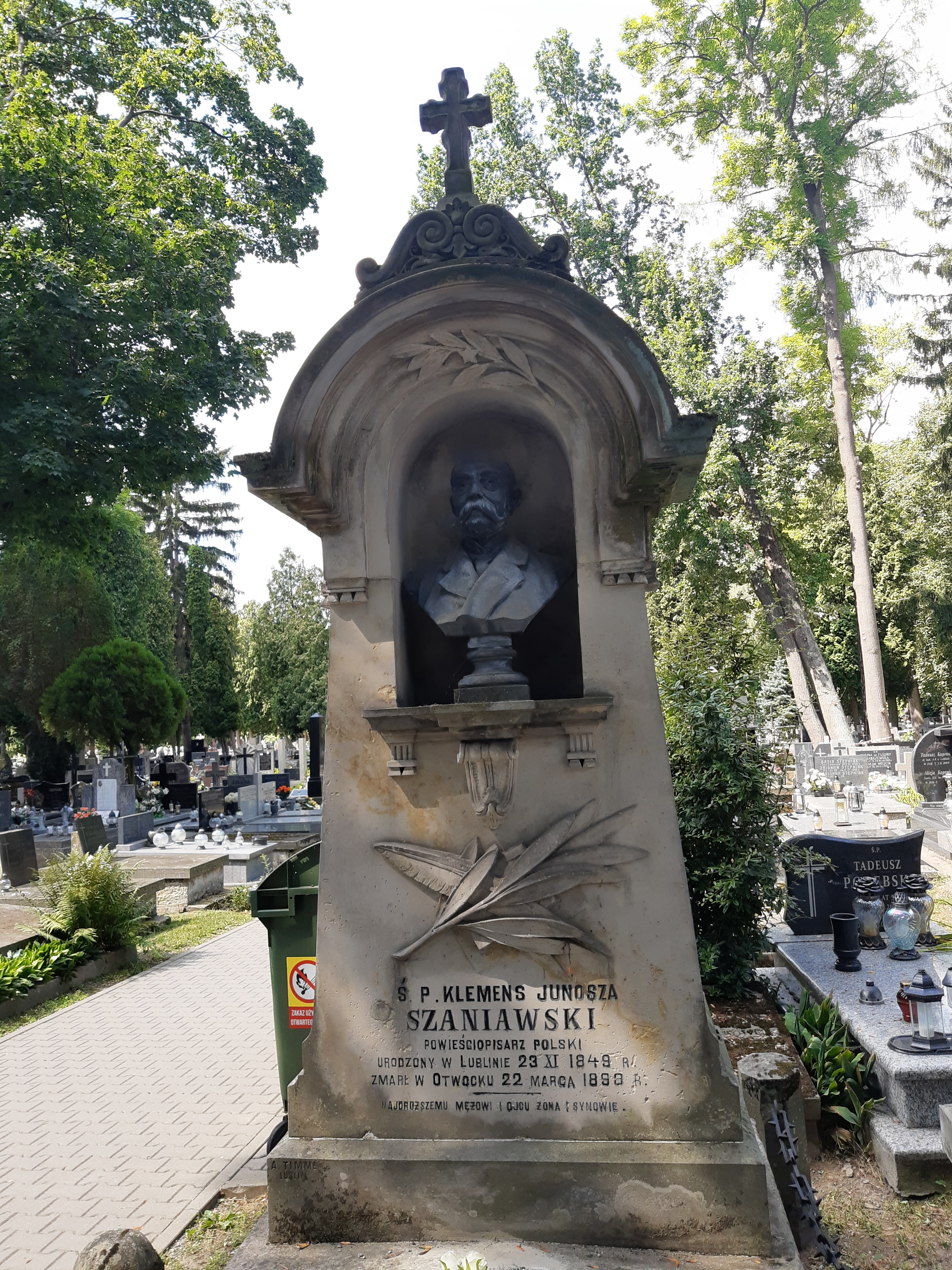
Grób Klemensa Junoszy Szaniawskiego na cmentarzu przy ulicy Lipowej

## Niektóre publikacje
- Z mazurskiej ziemi[15], 1884 (opowiadanie)
- Przy kominku[16], 1896 (opowiadanie)
- Pan sędzia[17], 1887 (powieść)
- Nasi Żydzi w miasteczkach i na wsiach, 1889
- Obrazki szare, 1890
- Panowie bracia, 1891
- Pająki[18], 1894 (powieść)
- Z Warszawy. Nowelle[19], 1894 (opowiadania)
- Czarnebłoto. Pająki wiejskie, 1895
- Żywota i spraw imć pana Symchy Borucha Kaltkugla ksiąg pięcioro[20], 1895
- Fotografie wioskowe[21], 1895
- Na bruku, 1897
- Z pola i z bruku[22], 1897
- Kłusownik, 1898
- Na zgliszczach[23], 1898
- Z „Zapisek myśliwego”, 1898